# ザ・デンジャラス・マインド
『ザ・デンジャラス・マインド』（Like Minds）は、2006年のオーストラリア・イギリスのサスペンス映画。
監督はグレゴリー・J・リード、出演はトニ・コレットとエディ・レッドメインなど。
日本では劇場未公開だがWOWOWで放送された。またスター・チャンネルでは『悪魔のルームメイト』のタイトルで放送された。
米国でDVD発売されたときのタイトルは『Murderous Intent』。

## ストーリー
イギリスの名門寄宿学校の生徒である17歳のアレックスは、同級生ナイジェルを殺害した容疑で逮捕される。
状況証拠のみで、取り調べにも口を割らないアレックスに対して、警察は女性心理学者サリーを使って真相を聞き出そうとする。
はじめはサリーに対しても反抗的だったアレックスであったが、徐々に事件と、そしてナイジェルについて語り始める。
そこにはナイジェルの驚くべき不気味な異常性があった。

## キャスト
- アレックス・フォーブス: エディ・レッドメイン
- ナイジェル・コルビー: トム・スターリッジ
- サリー・ロウ: トニ・コレット
- マーティン・マッケンジー刑事: リチャード・ロクスバーグ
- スーザン・ミューラー: ケイト・メイバリー（英語版）
- ジョシュ・キャンベル: ジョナサン・オーヴァートン
- ラジ・メータ: アミット・シャー
- ジョン・コルビー: デヴィッド・スレルフォール
- ヘレン・コルビー: キャスリン・ブラッドショウ（英語版）
- 校長: パトリック・マラハイド

## 作品の評価
Rotten Tomatoesによれば、8件の評論のうち高評価は38%にあたる3件で、平均点は10点満点中4.50点となっている。